# Вісме
Вісме (перс. ويسمه) — село в Ірані, у дегестані Давудабад, у Центральному бахші, шахрестані Ерак остану Марказі. За даними перепису 2006 року, його населення становило 594 особи, що проживали у складі 185 сімей.

## Клімат
Середня річна температура становить 13,38 °C, середня максимальна – 33,06 °C, а середня мінімальна – -10,40 °C. Середня річна кількість опадів – 273 мм.
| Клімат поселення                              | Клімат поселення | Клімат поселення | Клімат поселення | Клімат поселення | Клімат поселення | Клімат поселення | Клімат поселення | Клімат поселення | Клімат поселення | Клімат поселення | Клімат поселення | Клімат поселення | Клімат поселення |
| Показник                                      | Січ.             | Лют.             | Бер.             | Квіт.            | Трав.            | Черв.            | Лип.             | Серп.            | Вер.             | Жовт.            | Лист.            | Груд.            |                  |
| Середній максимум, °C                         | 8,57             | 11,36            | 17,02            | 21,90            | 26,47            | 32,81            | 33,06            | 31,86            | 27,88            | 22,40            | 16,08            | 9,20             |                  |
| Середня температура, °C                       | −0,91            | 1,87             | 7,54             | 12,42            | 17,00            | 23,34            | 26,19            | 25,02            | 21,02            | 15,52            | 9,22             | 2,34             |                  |
| Середній мінімум, °C                          | −10,4            | −7,61            | −1,94            | 2,94             | 7,50             | 13,84            | 19,34            | 18,14            | 14,16            | 8,66             | 2,36             | −4,52            |                  |
| Норма опадів, мм                              | 40               | 38               | 48               | 33               | 27               | 3                | 1                | 1                | 0                | 12               | 28               | 42               |                  |
| Середньомісячна швидкість вітру, м/с          | 2.13             | 2.10             | 2.66             | 3.00             | 2.71             | 2.60             | 2.82             | 2.50             | 2.23             | 2.29             | 1.75             | 1.97             |                  |
| Середньомісячна сонячна радіація, кДж/м²·день | 9024             | 12505            | 14976            | 18370            | 22374            | 26841            | 25977            | 24087            | 21017            | 15523            | 10907            | 8892             |                  |
| --------------------------------------------- | ---------------- | ---------------- | ---------------- | ---------------- | ---------------- | ---------------- | ---------------- | ---------------- | ---------------- | ---------------- | ---------------- | ---------------- | ---------------- |
| Джерело:                                      |                  |                  |                  |                  |                  |                  |                  |                  |                  |                  |                  |                  |                  |